# Alro’ej Kohen
Alro’ej Kohen (hebr. אלרואי כהן; ur. 7 stycznia 1989 w Kacrin) – izraelski piłkarz występujący na pozycji pomocnika. W reprezentacji Izraela zadebiutował w 2010 roku. Do tej pory rozegrał w niej cztery spotkania (stan na 8 listopada 2012).